# Albunione
Albunione is een geslacht van Isopoda- parasieten in de familie Bopyridae en bevat de volgende soorten:
- Albunione australiana Markham & Boyko, 1999
- Albunione indecora Markham, 1988
- Albunione yoda Markham & Boyko, 2003